# Uno anzi due
Uno anzi due è un film italiano del 2015, diretto da Francesco Pavolini.

## Trama
Sul parapetto di Ponte Milvio Maurizio minaccia di farla finita. Al pubblico di passanti l'aspirante suicida racconta il tragicomico percorso che l’ha portato sin lì. Tutto è cominciato con la morte di suo padre Nando. Maurizio si è trovato pieno di debiti. Il testamento di Nando svela alcune sorprese: la casa dove Maurizio ha vissuto con suo padre, la moglie e il figlio, è in affitto e il bar di famiglia dove ha lavorato tutta la vita è ipotecato. Nando non aveva confidato le sue traversie neppure alla sorella di Maurizio, la vulcanica Suellen. Per appianare, almeno momentaneamente, la disastrosa situazione economica, Maurizio non trova di meglio che vendere il bar. Ciononostante, i soldi della vendita sono appena sufficienti a coprire i debiti e le spese del funerale. Ma Maurizio, fedele alla tradizione tramandata dal padre, decide di non svelare alla moglie Luana e al figlio Valerio di essere in bancarotta: gli stessi si sentono cosi autorizzati ad organizzare in grande stile il matrimonio del giovane Valerio.
Come se non bastasse, Luana promette ai due prossimi sposi di lasciare loro la casa di famiglia. Una cosa tira l’altra e Maurizio, incapace di mettere un freno a questa tragicomica sequenza di eventi, dinanzi alle responsabilità a cui dovrà fare fronte, decide di fuggire e si ritrova così sul parapetto del ponte dove lo abbiamo visto la prima volta, pronto a gettarsi giù.